# 天度镇
天度镇，是中华人民共和国陕西省宝鸡市扶风县下辖的一个乡镇级行政单位。

## 行政区划
天度镇下辖以下地区：
天度村、闫东村、齐横村、下寨村、杨吉岭村、晁留村、闫马村、鲁上村、巩村、永平村、丰仪村、西权村、韩家窑村、强家村、章村、坊村、南阳村、鲁马村、候李村和闫村。